# Es Figueral de Son Real
Es Figueral de Son Real est un site archéologique situé dans la municipalité de Santa Margalida, sur l'île de Majorque, dans l'archipel des Baléares, en Espagne. Le village a été fondé au Naviforme et occupé durant la période talayotique et pendant la période almohade.

## Historique
La construction de la route MA-12 voisine a partiellement détruit le site (dont une enceinte à taula), désormais scindé en deux parties. Les contours des vestiges situés au sud de la route ne sont visibles que sur des photographies aériennes.
Le site a été fouillé à partir de 1965 par une équipe du musée de Majorque dirigée par Guillem Rosselló Bordoy et Juan Camps Coll.

## Description
Le site comporte une construction centrale avec des bâtiments secondaires qui lui sont rattachés, mais les vestiges les plus originaux du site sont ceux, situés au nord du site, d'une structure de type naviforme qui a été en partie creusée dans un rocher naturel émergeant du sol, cas unique en son genre. La fouille du naviforme n'a donné lieu à aucune découverte. Il ne peut donc être daté que de manière relative, par comparaison avec les autres édifices du même genre connus dans les Baléares, soit du Naviforme.
Des restes d'animaux (chiens, oies, coquillages) découverts dans un tas d'ordures trouvé près d'un bâtiment ont fourni des informations sur les habitudes alimentaires de ses occupants. Des échantillons prélevés dans les couches archéologiques où furent découvertes des céramiques ont permis deux datations par le carbone 14. L'édifice central a été utilisé vers 960 av. J.-C. (± 120 ans) et abandonné vers 920 av. J.-C. (± 80 ans). Le site fut réoccupé près de 2 000 ans plus tard durant la période almohade, vers l'an 990 (± 80 ans),.